# أليستير كينغ
أليستير كينغ (بالإنجليزية: Alistair King)‏ هو متسابق دراجات نارية اسكتلندي. نافس في سباقات بطولة العالم لفئة 500 سي سي ولفئة 350 سي سي ولفئة 50 سي سي. كما شارك في كأس جزيرة مان السياحية.